# Gaadhiffushi (Dhaalu)
Pour les articles homonymes, voir Gaadhiffushi.
Gaadhiffushi est une petite île inhabitée des Maldives. L'île se limite désormais à un banc de sable. 

## Géographie
Gaadhiffushi est située dans le centre des Maldives, au Sud-Ouest de l'atoll Nilandhe Sud, dans la subdivision de Dhaalu. 